# Annette Kruisbrink
Annette Kruisbrink (* 15. Februar 1958 in Amsterdam) ist eine niederländische Gitarristin und Komponistin.

## Leben
Annette Kruisbrink studierte Gitarre und Komposition, unter anderem bei Pieter van der Staak am Konservatorium in Zwolle. Sie erhielt zahlreiche Preise und Auszeichnungen, insbesondere für ihr kompositorisches Werk.
Kruisbrink unterrichtet Gitarre, zunächst am Konservatorium in Zwolle und anschließend, zusammen mit ihrer Duopartnerin Arlette Ruelens, an der privaten Gitaarschool Anido. Außerdem absolviert sie Auftritte solo, als Anido Duo (mit Ruelens), als Duo Kruisbrink & Van Essen (mit der Sopranistin Franka van Essen), als Trio Trobairitz (mit den Gitarristinnen Arlette Ruelens und Maria Vittoria Jedlowski) und gemeinsam mit ihrem Bruder, dem Kontrabassisten Eric Kruisbrink. Außerdem gibt sie Meisterklassen und ist Mitglied in zahlreichen Wettbewerbsjurys. 

## Werk
Kruisbrink schrieb mehr als 300 Kompositionen, insbesondere für Gitarre allein oder für Gitarre mit Orchester, Chor und/oder anderen Instrumenten. Außerdem schreibt sie für Laute, Mandoline, Klavier und Chor.
Zahlreiche Kompositionen vor allem für Gitarre liegen als Tonaufnahmen vor, davon viele von Kruisbrink selbst eingespielt.